# Limes Sarmatiae

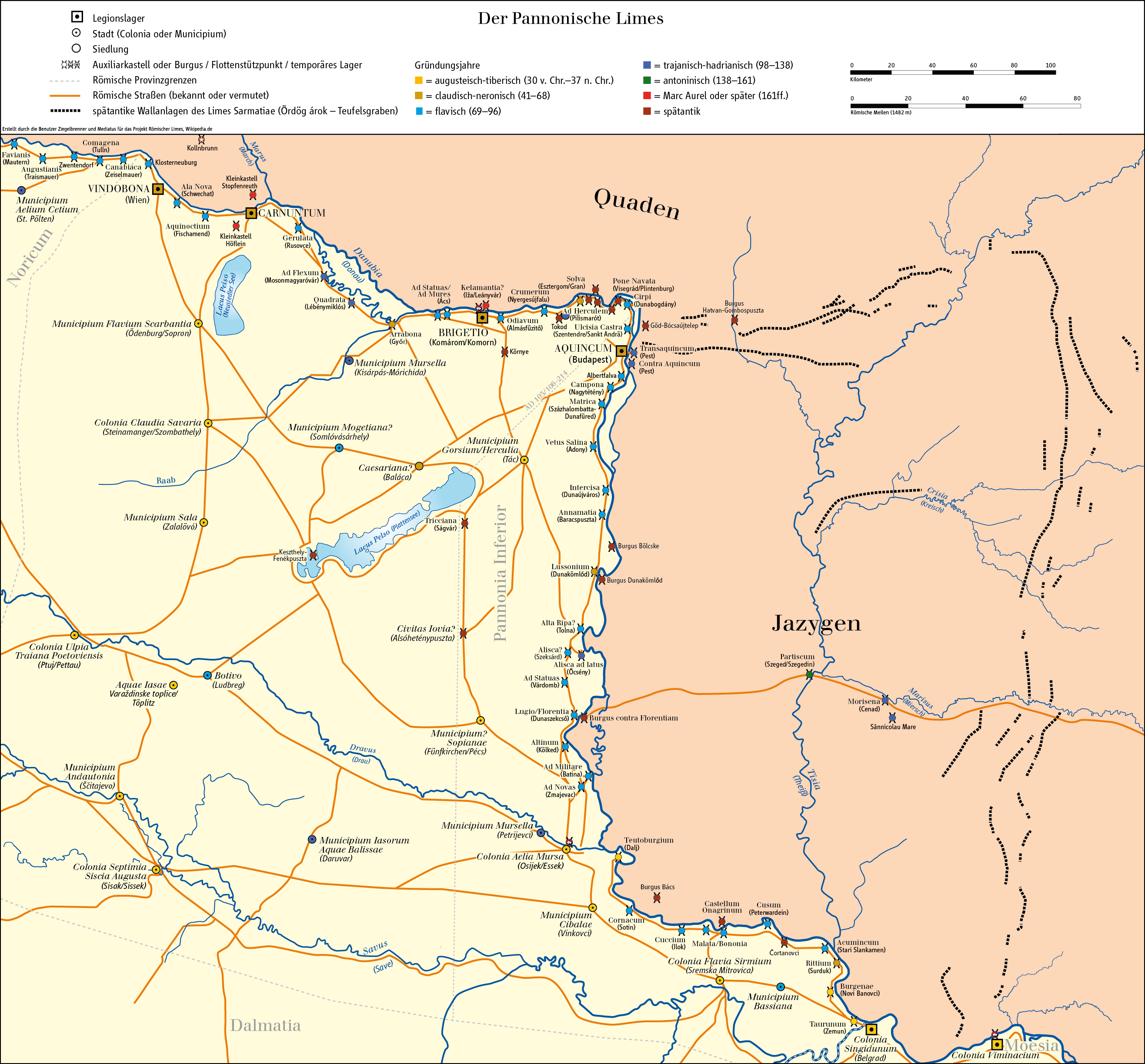
Limes panoński z systemem wałów Limes Sarmatiae

Systemy wałów w Panonii i Dacji

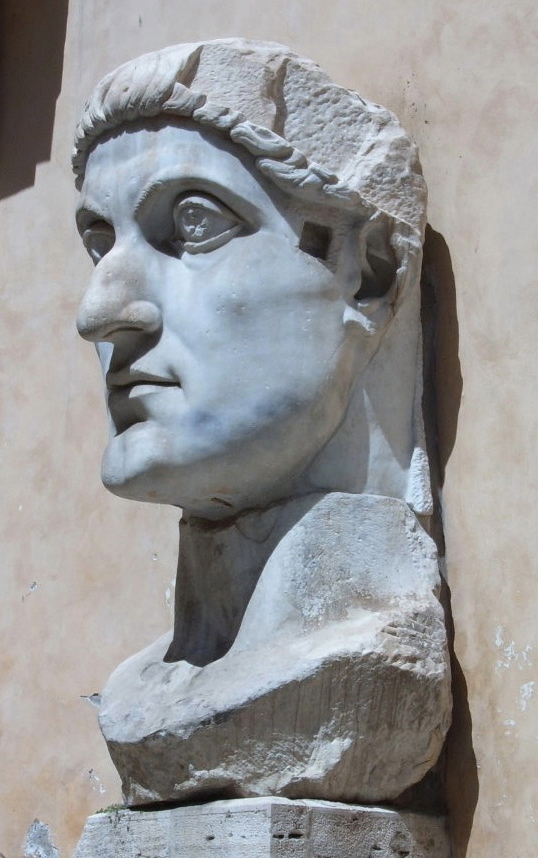
Konstantyn I., Popiersie w muzeum kapitolińskim w Rzymie

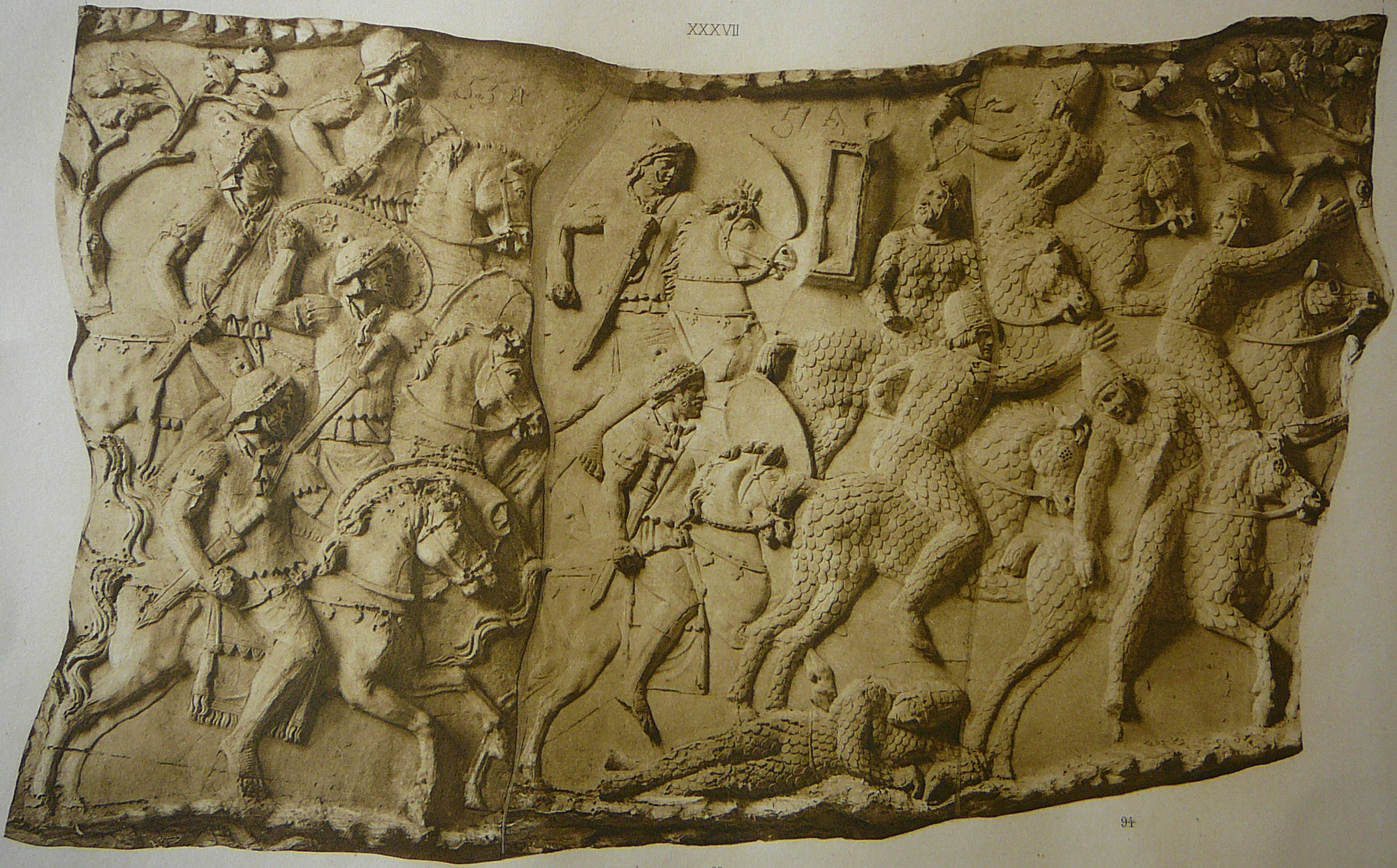
Kolumna Trajana: Rzymska kawaleria atakuje ciężką jazdę sarmacką.

Limes sarmatiae – system rzymskich wałów ziemnych i rowów (węg. Ördögárok = Diabelski rów) w dzisiejszych środkowych Węgrzech na wschód od Dunaju. Początki tego rozległego systemu umocnień sięgają prawdopodobnie końca II wieku n.e. Poważna rozbudowa fortyfikacji nastąpiła jednak dopiero w IV wieku n.e. i miała na celu ochronę i kontrolę obszarów zamieszkałych przez Sarmatów, sprzymierzonego z Rzymem ludu koczowniczego oraz Panonii przed najeźdźcami ze wschodu. Pozostałości ziemnych umocnień ciągną się  przez Wielką Nizinę Węgierską oraz część Rumunii i Serbii. Są znane, szczególnie na Węgrzech, pod wieloma, pochodzącymi z podań ludowych, nazwami, m.in. pod najbardziej znaną Csörsz árok i zostały przypuszczalnie wybudowane w okresie panowania Konstantyna I Wielkiego (306–337) lub Konstantyna II (337–340).

## Położenie
Fortyfikacje składały się w wielu rzędów naprzemiennie położonych wałów ziemnych i rowów, które miały chronić przed wrogami obszar Wielkiej Niziny Węgierskiej i okolic rzeki Tisia czyli dzisiejszej Cisy. Ciągnęły się od Zakola Dunaju do Aquincum, czyli dzisiejszego Budapesztu, następnie na wschód wzdłuż Karpat do okolic Debreczyna, a potem na południu osiągały limes dunajski koło obozu wojskowego Viminacium w pobliżu dzisiejszej wsi Stari Kostolac.

## Umocnienia limesu dunajskiego
Północny system wałów rozpoczyna się w Zakolu Dunaju w pobliżu rzymskiego burgusu z przystanią Verőcemaros-Dunamező. Ten odcinek limesu został przez Rzymian szczególnie silnie umocniony. Został na nim również założony, prawdopodobnie za panowania Konstancjusza II, obóz w Wyszehradzie (Pone Navata). Także budowa sąsiedniego obozu w Pilismarót (Castra ad Herculem) przypadała przypuszczalnie na ten okres.
W pierwszych latach panowania Walentyniana I (364–375) prawdopodobnie wybudowano m.in. twierdzę Hideglelőskereszt. Między Wyszehradem a Ostrzyhomiem wybudowano na długości 20 km nawet 24 wieże strażnicze (burgi) i kasztele (castella). Ich budowa była ściśle związana ze wzniesieniem wałów Limes Sarmatiae, których zadaniem było skuteczne skierowanie ataków barbarzyńców na tę część limesu. Druga tak silna linia umocnień znajdowała się dopiero nad dolnym Dunajem w Mezji, między Viminacium i Drobetą, na południowym krańcu sarmackiego systemu wałów.

## Umocnienia na wschód od Dunaju
Nie można zapomnieć przy tym o późnoantycznych ufortyfikowanych przystaniach jak np. burgi w Tahitótfalu-Balhavár lub Szentendre-Dera.
Głównym zadaniem ich załóg była obserwacja i przekazywanie sygnałów. Były to mniejsze, architektonicznie zunifikowane umocnienia, dla których charakterystyczna była centralna budowla spoczywająca zwykle na dwóch filarach oraz biegnące do brzegu Dunaju skrzydła przyczółka z małymi wieżyczkami na końcach. Przy ich pomocy mogły być też chronione większe wyspy na Dunaju (Szentendrei-sziget), na przykład przez stacjonujące w każdym burgusie łodzie patrolowe. Służyły one również w sytuacjach kryzysowych jako bezpieczne miejsca do przekraczania rzeki przez armię rzymską, ale także do kontrolowania sarmackich sprzymierzeńców. Ze względu na duże ilości spalonego zboża, które czasami w nich znajdowano, można przypuszczać, że burgi mogły służyć jako magazyny zaopatrzeniowe. Określoną rolę mogły też pełnić w handlu wewnętrznym i detalicznym, ponieważ w jednej z wież odkryto wagę z brązu.
Oprócz takich silnie umocnionych odcinków Rzymianie budowali wzdłuż wału obozy wojskowe (castra), jak położony dokładnie dwa dni marszu od Dunaju na terenie Barbaricum mały kasztel Hatvan-Gombospuszta lub wysunięte placówki, jak budowana za czasów Walentyniana, ale nigdy niedokończona wielka twierdza w Göd-Bócsaújtelep, która często była określana jako odpowiednik wybudowanego na terytorium cesarstwa kasztelu Constantia, który w rzeczywistości powinien być uważany za zachodni garnizon Limes Sarmatiae. Możliwe też, że zadanie Constantii było związane z zakończeniem istnienia Limes Sarmatiae wkrótce po śmierci Walentyniana I.

## Rozwój

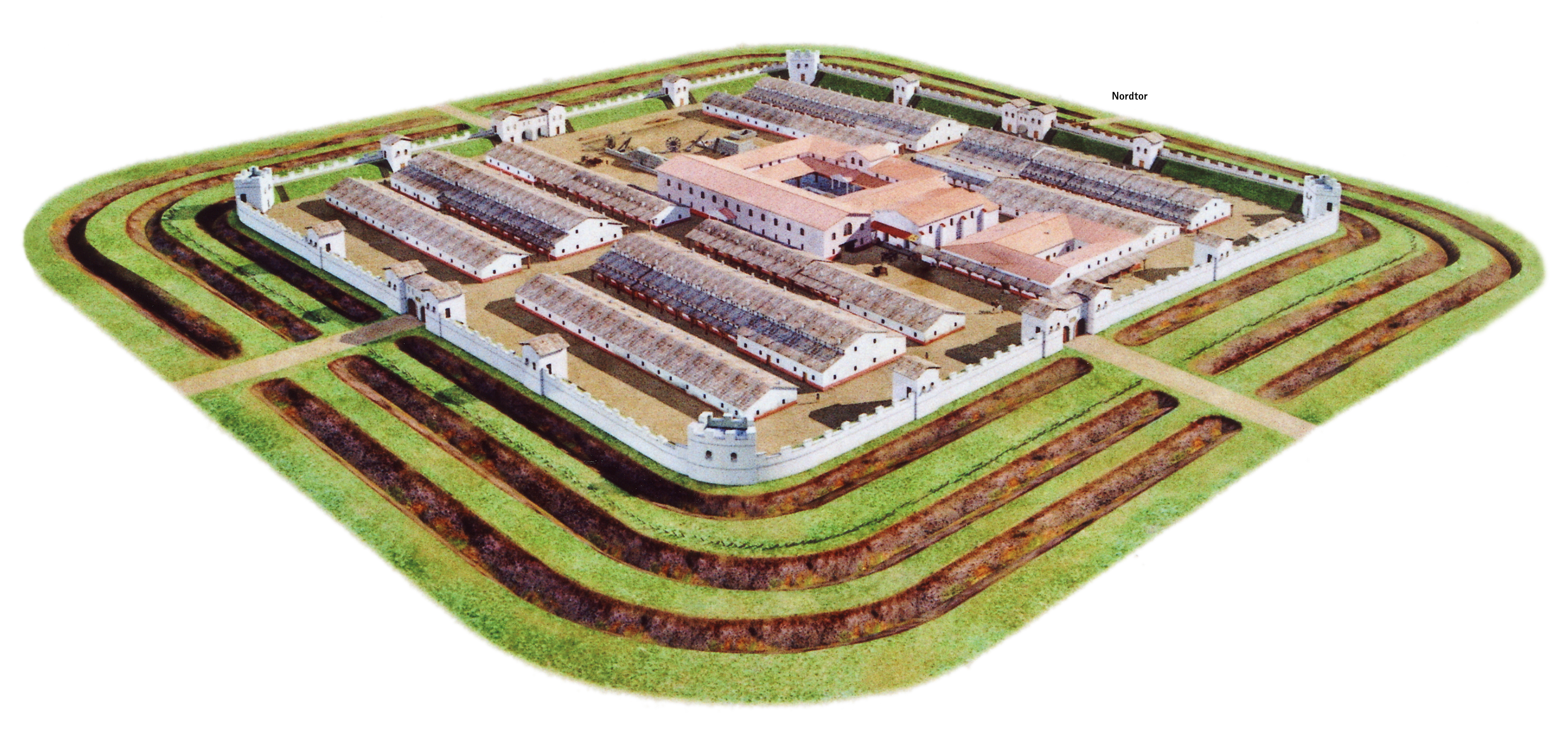
Próba rekonstrukcji castrum w Weißenburgu.

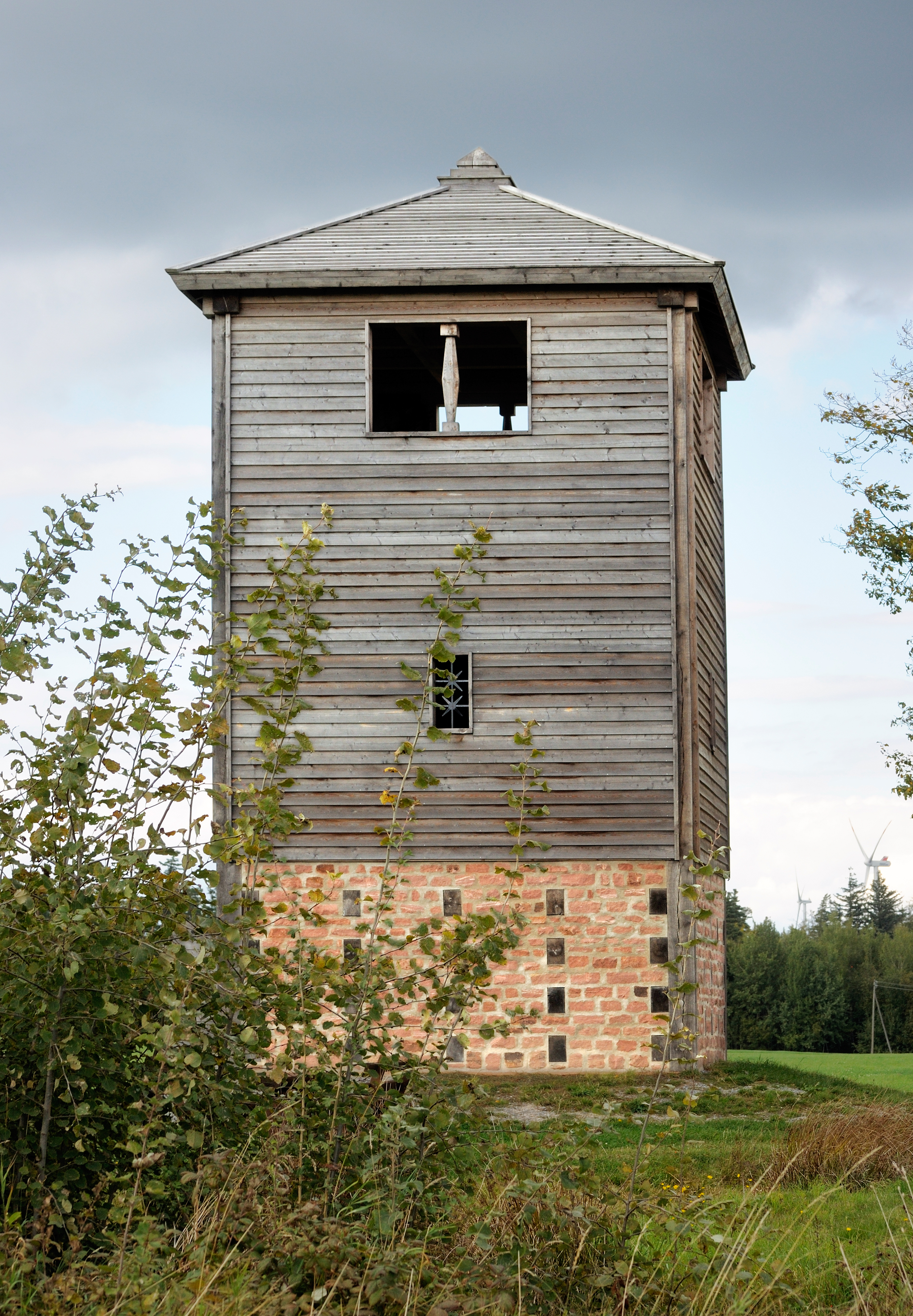
Zrekonstruowana wieża strażnicza – burgus

Po wtargnięciu Gotów na Nizinę Panońską w latach 269–270 Aurelian pozbył się zbyt narażonej na ataki Dacji i wycofał z niej wojsko oraz administrację. Fale najazdów ludów barbarzyńskich zaczęły znowu uderzać bezpośrednio na limes dunajski. W razie ewentualnego przełamania linii obronnych, co zdarzyło się już w latach 258 do 260, wszystkie drogi umożliwiające wtargnięcie do centrum imperium, Italii, stałyby szeroko otworem. Interesy Rzymian i Sarmatów były w tym przypadku takie same. Dlatego ataki Gotów i Gepidów musiały być albo odparte już przed limesem, albo ich siła powinna być zredukowana i skierowana w innym kierunku. W 289 roku Wandalowie i Gepidowie zaatakowali Gotów i Tajfalów w północnym Siedmiogrodzie (Dacji), wywierając przez to nacisk na Sarmatów, którzy powoli zaczęli napierać na Limes Panoński. Cesarz Dioklecjan (284–305) musiał osobiście pojawić się nad Dunajem, a za siedzibę obrał Sirmium. Walczył z nimi najpierw sam, a później, od 294 roku z pomocą swojego współregenta Galeriusza. W czasie walk obronnych ciężkie straty ponieśli atakowani ze wszystkich stron Sarmaci. Po kapitulacji wielu z nich zostało przesiedlonych do Cesarstwa, ale potem przez kilka lat panował na granicy panońskiej relatywny spokój.
W 322 roku front dunajski musiał być znowu broniony. Konstantyn I pobił wtedy Jazygów, którzy wdarli się do Dolnej Panonii w okolicy kasztelu Campona i podpalili fortyfikacje. W tym samym lub następnym roku również gocki książę Rausimodus wyruszył na łupieżczą wyprawę za Dunaj. Konstantynowi znowu udało zażegnać nowe niebezpieczeństwo. Osłabieni Jazygowie, zmuszeni sytuacją, musieli układać się z Rzymianami i najprawdopodobniej zaakceptować układ sojuszniczy. Od tego momentu system wałów został znacznie rozbudowany. W ramach tego przedsięwzięcia Konstantyn nakazał budowę lub przebudowę obozów na dolnym i środkowym limesie dunajskim, by w ten sposób jeszcze bardziej wzmocnić ochronę granicy. W 332 roku doszło znów do wyprawy przeciwko Gotom. Rozpoczęła się w wyniku próśb ciężko doświadczanych Sarmatów. Konstantyn wziął ze sobą na wojnę jako naczelnego wodza, swojego syna, późniejszego cesarza Konstancjusza II. W tej funkcji Konstancjusz II pokonał atakujące plemiona gockie, rozgramiając je nad Maruszą w pobliżu Limes Sarmatiae. Wojna zakończyła się w tym samym roku układem pokojowym z Gotami i jest uważana za mistrzowskie posunięcie w polityce zagranicznej Konstantyna. Teraz część Wizygotów znalazła się trwałym sojuszu z Rzymem. Przyczyniło się to do uspokojenia odcinka granicy między Karpatami i Morzem Czarnym i zapewniało Rzymianom, w zamian za coroczną opłatę, pomoc militarną ze strony sojusznika.
W niektórych częściach sarmackiego terytorium nie było ciągle spokoju. Aby być przygotowanym przeciwko Gotom, osiadłe na terenach obecnego Banatu sarmackie plemię Argaragantów uzbroiło ujarzmiony przez siebie bratni lud Limigantów, aby mieć w razie wojny dodatkowych wojowników. Jednak Limiganci wykorzystali tę okazję do zrzucenia jarzma. Podobne do wojny domowej powstanie ciągnęło się długo, jednak Rzymianie nie mieszali się w wewnątrzsarmackie sprawy. W 334 roku zaoferowali jednak części Argarantów, którzy stali się bezdomni w wyniku walk, nowe tereny do osiedlenia na terenie państwa rzymskiego, na południe od Dunaju. Przesiedlenia te były osobiście nadzorowane przez cesarza.
Możliwe jest, że rozpoczęte właśnie za Konstantyna umacnianie panońskiego limesu na Dunaju za pomocą kaszteli, burg i umocnionych przystani dla statków po barbarzyńskiej stronie, na co wskazują liczne znaleziska ostemplowanych cegieł w tamtejszych fortyfikacjach, były za Walentyniana I do około 373 roku wyraźnie wspierane przez głównodowodzącego prowincji Terencjusza, a szczególnie przez Frigeridusa. W ciągu bardzo krótkiego czasu utworzono za pomocą nowych posterunków wojskowych jeszcze gęstszą sieć obronną. Przystanie dla statków gwarantowały w przypadku zagrożenia bezpieczne przekroczenie Dunaju przez rzymskie oddziały.
Wszystkie te działania wywołały jednak niechęć u zasiedlającego wschodni brzeg Dunaju plemienia Kwadów, którzy czuli się antagonizowani prowadzonymi przez Walentyniana szeroko zakrojonymi pracami fortyfikacyjnymi. Kiedy ich król Gabinius wszedł z Rzymem w spór o te umocnienia, otrzymał zaproszenie do panońskiej, naddunajskiej prowincji Valeria. Podczas jednej z odbywających się tam uczt, król został podstępnie zamordowany. W zależności od źródła (Zosimos lub Ammianus Marcellinus) odpowiedzialnym za ten mord był niejaki Celestianus lub Marcelianus, który od 373 roku był urzędującym duxem Valerii. Z tego powodu doszło do wyprawy odwetowej oburzonych tą zdradą Kwadów. Przekroczyli Dunaj i spustoszyli panońskie prowincje w sojuszu z sarmackim plemieniem Jazygów. W reakcji na to w czerwcu 374 roku Walentynian wkroczył do Panonii z potężną armią. Oddziały pod dowództwem duxa Mezji, młodego Teodozjusza, wypędziły jeszcze w tym samym roku najeźdźców i odtworzyły fortyfikacje na panońskim limesie. Walentynian ponownie przekroczył ze swoimi jednostkami Dunaj koło Aquincum, wdarł się głęboko na plemienne terytoria Kwadów i zmusił ich do podpisania traktatu (foedus). 17 listopada 375 roku podczas audiencji udzielanej wysłannikom Jazygów i Kwadów w obozie Brigetio padł jednak ofiarą zamachu. Niedługo po jego śmierci i wskutek klęski Rzymian w bitwie pod Adrianopolem w 378 roku, Limes Sarmatiae musiał zostać opuszczony na zawsze.

## Datowanie i strategiczne znaczenie
Niektóre fragmenty wałów ziemnych pochodzą z drugiej połowy II wieku n.e. i powstały za cesarza Marka Aureliusza (161–180). Po wojnach markomańskich oddziały rzymskie skierowały się między innymi na terytorium zwyciężonych Jazygów, by pozbawić ich środków do życia i w ten sposób zapobiec ich ucieczce. W tym celu mogły zostać zabezpieczone za pomocą ziemnych wałów niektóre odcinki wzdłuż granic osadnictwa Jazygów. Przypuszczenia, że Marek Aureliusz zamierzał utworzyć dwie nowe prowincje, Markomanię i Sarmację, na podstawie twierdzeń antycznych autorów, jest do dzisiaj dyskusyjne. W czasie badań w pobliżu Mezőkövesd i Kötegyan węgierski archeolog Sándor Soproni (1926–1995) odnalazł pod ścianą wału kilka dołów z II–III wieku n.e. oraz sarmacki grób (koło Tarnazsadány), który powstał w latach 220–300. Badania stratygraficzne dowiodły jednoznacznie, że pierwsze wały zostały usypane w drugiej połowie III wieku n.e.
Budowa takich wałów nie była w państwie rzymskim niczym nadzwyczajnym. Służyły do zaznaczania granicy państwowej w regionach, gdzie nie była ona łatwa do zidentyfikowania na podstawie warunków topograficznych, takich jak rzeki czy pasma górskie, jak n.p.: w Germanii, Brytanii czy Dacji. Przede wszystkim limes górnogermańsko-retycki wykazuje duże podobieństwo do limesu sarmackiego. Także metody konstrukcji sarmackiego systemu wałów wskazują, że jego budowę zaplanowali i przeprowadzili rzymscy inżynierowie.
Typ konstrukcji zapór ziemnych pozwala przypuszczać, że w okresie wędrówki ludów powinny one przynajmniej przeszkadzać wdzieraniu się nomadów poruszających się na koniach i wozach na tereny odgrodzone wałami, ale prawdopodobnie nie były rzeczywistą przeszkodą. Konstrukcje te służyły również do ochrony Jazygów, sarmackiego plemienia płacącego trybuty Rzymowi, którzy zasiedlali nadcisańskie równiny i chronili Panonię przed napadami Gotów i zamieszkujących nad górną Cisą Gepidów. Limes Sarmatiae służył więc zasadniczo jako strefa buforowa i odciążenie limesu dunajskiego, tak jak tzw. Wał Konstantyna na dzisiejszej Wołoszczyźnie, który łączył się z limesem w Mezji. Wał ten został jednak w IV wieku sforsowany przez barbarzyńców i wskutek tego opuszczony przez Rzymian.

## Literatura
- Istvanovits Eszter: The history and perspectives of the research of the Csörsz Ditch. XVIIIth International Congress of Roman Frontier Studies. Amman, 2000,
- Garam Éva: Angaben zur Stratigraphie der Längswälle der Tiefebene. In: A Móra Ferenc Múzeum Évkönyve 2/1969.Szeged 1969. S. 113–116,
- von Patay Pál: Neuere Ergebnisse in der topographischen Untersuchung der Erdwälle in der ungarischen Tiefebene. In: A Móra Ferenc Múzeum Évkönyve 2/1969. Szeged, 1969, S. 105–112,
- Soproni Sándor, Garam Éva, von Patay Pál: Sarmatisches Wallsystem im Karpatenbecken, In: Régészeti Füzetek Ser. II. No. 23., Węgierskie Muzeum Narodowe, Budapest, 1983, 2003,
- Soproni Sándor: Limes Sarmatiae. In: A Móra Ferenc Múzeum Évkönyve 2/1969. Szeged, 1969, S. 117–133,
- Soproni Sándor: Eine spätrömische Militärstation auf sarmatischem Gebiet. In: Actes du Congrès International d'Etudes sur les Frontières Romaines 8. 1969, S. 131–143,
- Soproni Sándor: Limes sarmatiae. In: Archeológia Értesítő 96, Budapest 1996, S. 43–52.
- Penguin: Atlas of the Roman World (1995),
- Martin Kemkes (Hrsg.): Von Augustus bis Attila. Leben am ungarischen Donaulimes, (Schriften des Limesmuseums Aalen 53). Konrad Theiss Verlag, Stuttgart 2000. ISBN 978-3-8062-1541-0,
- König Ingemar: Die Spätantike, Reihe Geschichte Kompakt, WBG Verlag, Darmstadt 2007, S. 47,  ISBN 978-3-534-16740-1,
- Leppin Hartmut: Theodosius der Große, Auf dem Weg zum christlichen Imperium, Primus Verlag, Darmstadt 2003, S. 31, ISBN 3-89678-471-4,
- Burckhart Jacob: Die Zeit Constantins des Großen, 2. überarbeitete Auflage, Athenaion Verlag  1990, S. 71, ISBN 3-88851-136-4,